# Вендт, Павел Фёдорович
Павел Вендт (17 июня 1880, фольварк Крыница, Минская губерния, Российская империя — 1971, Прага, Чехословакия) — российский, белорусский, и чехословацкий военный.

## Биография
Родился в дворянской семье лейтенанта Федора Вендта из обруселого немецкого рода.  В анкете 1942 года он сообщил, что родился 17 июня 1880 года в Крынице Минского уезда  . Согласно записям, он родился 17 июня 1883 года в Терском районе [ru] . Окончил Московский 3-й кадетский корпус(1901). В 1901 году он вызвался подавить Ихэтуаньское (боксерское) восстание в Китае. Окончил Михайловское артиллерийское училище (1903, 1 класс), Военное электротехническое училище [ru] при Петербургском орудийном заводе (1907, с оценкой «хорошо»), Военное автомобильное училище, Академию Генерального штаба.
Согласно послужным спискам, поступил на службу 31.8.1901, с 17.5.1902 - унтер-офицер, с 26.6.1903 - неполный-юнкер, с 10.08.1903 ( ст. [ру] 10.08.1902) артиллерийский поручик, 1.9.1906 (статус 10.8.1906) — поручик; с 1912 года (ст. 10.8.1910) — штабс-капитан  , по ЗАФ от 7.10.1917 (ст. 10.8.1914) — капитан.
Из училища был выпущен во 2-й осадный артиллерийский полк, с 11.10.1903 по 15.5.1904 командовал полковой учебной командой. Был определен в Восточно-Сибирский осадный артиллерийский полк (10.10.1904), оттуда был направлен в Харбин (9.12.1904), куда прибыл 20.1.1905. Накануне Русско-японской войны, 4 февраля 1905 года, прибыл на передовые позиции в районе станции Суятунь, 19 февраля 1905 года был снят с позиций и отправлен в Мукден (см. Мукденское сражение [ru]  ), оттуда 1 июля 1905 года в Николаевскую крепость [ru] , был адъютантом администрации и главой хозяйства. 16 сентября 1906 года он был направлен в электротехническое училище в Петербург из Николаевской крепости, прибыв туда 16 октября 1906 года. Во время учебы был направлен в Николаевскую крепостную артиллерию (16 апреля 1907 г.), затем в Кронштадтскую крепостную артиллерию (5 июня 1907 г.). После окончания школы был зачислен в Либавскую крепостную артиллерию (30 октября 1907 г.) помощником командира, затем командиром группы вспомогательных технических сил. После окончания Академии Генерального штаба был переведен в Ковенскую крепостную артиллерию (20 мая 1912 г.).
По состоянию на 1 января 1909 года — поручик Либавской крепостной артиллерии (1-го и 2-го Либавского крепостных артиллерийских дивизионов)  . В июле 1915 года — штабс-капитан артиллерии Ковенской крепости  , комендант-адъютант штаба Ковенской крепости [ru] . После сдачи крепости Ковен (8-18.8.1915), по состоянию на октябрь 1915 года — штабс-капитан 38-го армейского корпуса  . По состоянию на 7 октября 1917 года он считался состоящим в Ковенской крепостной артиллерии, прикомандированной к Чугуйскому военному училищу [ru] , а к ноябрю 1916 года Ковенская крепостная артиллерия была расформирована  . В ночь с 15 на 16 декабря 1917 года училище понесло большие потери при обороне Чугуева от большевиков, после переговоров с ними офицеры и юнкеры смогли сложить оружие и разойтись по домам.
20 ноября 1918 года правительство БНР А. Луцкевич направило Павла Вендта в качестве начальника штаба армии БНР на Украину для ознакомления ее военного руководства с военной обстановкой в Белоруссии. По словам Ю. Ляховского , Вендт также имел мандат от правительства на организацию воинских формирований БНР в Одессе. С ведома украинского правительства он 20.12.1918 выехал в Одессу.
После 20 февраля 1919 года консул БНР в Одессе Степан Некрашевич обратился к главнокомандующему союзными войсками на Балканах и Юге России французскому генералу Анри Бертло по поводу создания белорусских вооруженных формирований. Бертло принял Некрашевича и полковника (де) Вендта, они просветили главнокомандующего по белорусскому вопросу и подарили карту Белоруссии, за что он был благодарен и, несмотря на неодобрение Деникина, разрешил сформировать Белорусскую дивизию. Главным инспектором соединения был назначен генерал Сокира-Яхонтов, непосредственное участие в формировании принимал Павел Вендт, чин генерал-майора он получил 11.3.1919 (по его анкете 1921 года  ).  При этом Вендт был представителем БНР в штабе союзных войск.
К концу марта 1919 года дивизия, сформированная Вендтом, насчитывала около 1000 человек. С конца марта 1919 г. союзные войска отступали перед большевиками, а 4-6 апреля 1919 г. союзные войска были эвакуированы из Одессы. Вендт остался в Одессе, с помощью белорусских коммунистов перешел на сторону большевиков и продолжил формирование 1-й Белорусской бригады . По мнению С. Некрашевича, Вендт перестал считаться с белорусами и сотрудничал именно с большевиками. Вскоре бригада выросла в значительную силу, национально ориентированные офицеры задумались о переброске в Белоруссию, чтобы выбить большевиков, но этого не произошло. В то же время Павел Вент застрелил красноармейца и был приговорен трибуналом к отправке на фронт. Однако 7-9 мая 1919 года началось антибольшевистское восстание Н. Григорьева, к которому присоединился Вендт и его 1-я Белорусская бригада. Восстание было в значительной степени подавлено большевиками к концу мая 1919 года, остатки бригады были переформированы, переименованы в Ленинскую бригаду и 2.6.1919 отправлены на другой фронт.
После 8 августа 1919 года Павел Вендт появился в уже оккупированном поляками Минске. Затем по приглашению Евгения Ладнова, знакомого по его деятельности в Одессе, он был советником миссии БНР в Париже. К 25 февраля 1920 года он прибыл в Берлин. В 1920 году советник Генерального штаба Литовской армии, чаще участвовал в разработке оперативных планов белорусов. В то же время военный советник военно-дипломатической миссии БНР в Эстонии и Латвии в начале 1920 года переписывался от ее имени с командиром отдельного подразделения БНР в Эстонии  — С. Булак-Балаховичем. В конце апреля 1920 года планировалось, что генерал-майор Павел Вендт присоединится к делегации БНР в качестве советника на переговорах о заключении мирного договора с Советской Россией. Один из уполномоченных 25 июня 1920 года Радой БНР вести переговоры с правительством Эстонии о признании БНР и посредничестве Эстонии в признании БНР правительством Советской России
К июлю 1921 года он подал в Министерство обороны Чехословацкой Республики заявку на зачисление, которая была одобрена президентом 1 июля 1921 года. В сентябре 1921 г. капитан и др. зачислен в звание, равное последнему в бывшей Российской Императорской Армии, с 1923 г. - майор, затем майор Генерального штаба, с 1927 г. - подполковник Генерального штаба Чехословацкой армии. Служил в 12-м ( Ужгород ), 11-м ( Кошице ), 53-м (Липник), 305-м (Ческе-Будеевице), 110-м ( Нитра ) артиллерийских полках; некоторое время командовал 302-м артиллерийским полком ( Оламаутс ).
Примерно с 1935 года на пенсии, жил в г. Нитра, Словакия. Участвовал в подготовке местных скаутов и в Авиационной лиге. Читал лекции по тактике Красной Армии в Гражданской войне чехословацким офицерам. В 1939 году, после немецкой оккупации Чехии и образования отдельной Словакии, переехал в Прагу. С 1942 года член Белорусского комитета самопомощи в Праге.
Женат дважды. По сведениям, в первом браке (с 1904 г.) у него родился сын Федор (1905 г.р.) . Во втором браке с Уландиной Никласовой, уже в Чехословакии, детей не было. Родство с известной в Чехии семьей придавало Паулю Венту определенный статус и, возможно, защищало его от претензий со стороны советской стороны в послевоенный период  .
Похоронен в 1971 году  на Вышеградском кладбище (сектор IX, место 82).

## Награды
- Медаль «За поход в Китай» (1901 г.)
- Орден Святой Анны 4-й степени с надписью «За отвагу»  (15.5.1905  )
- Орден Святого Станислава 3-й степени  (7.11.1905  )
- Медаль «В память Русско-японской войны» (1906 г.).
- Знак Высшего военного училища (1912 г.)
- Орден Святой Анны 3-й степени  (20.4.1915  )
- Орден Святого Станислава 2-й степени  (12.7.1915  )
- Орден Святой Анны 2-й степени
- Орден Святого Владимира 4-й степени
- Орден Святого Георгия 4-й степени[источник не указан 255 дней]
- Медаль «За заслуги в выполнении всеобщей мобилизации 1914 года»  (1915 г.).
- Золотая Георгиевская сабля «За отвагу» (1915)
- Орден Святого Владимира 3-й степени (1916 г.)